# Salmo salar
El salmón común o salmón del Atlántico (Salmo salar; o Salmo salar sebago) es una especie de pez eurihalino (marino y de agua dulce) de la familia de los salmónidos, distribuido por el norte del océano Atlántico, tanto en la costa este de Norteamérica como en la costa de Europa, así como por el océano Ártico, el mar Báltico, el mar Mediterráneo y el mar Negro.

## Anatomía

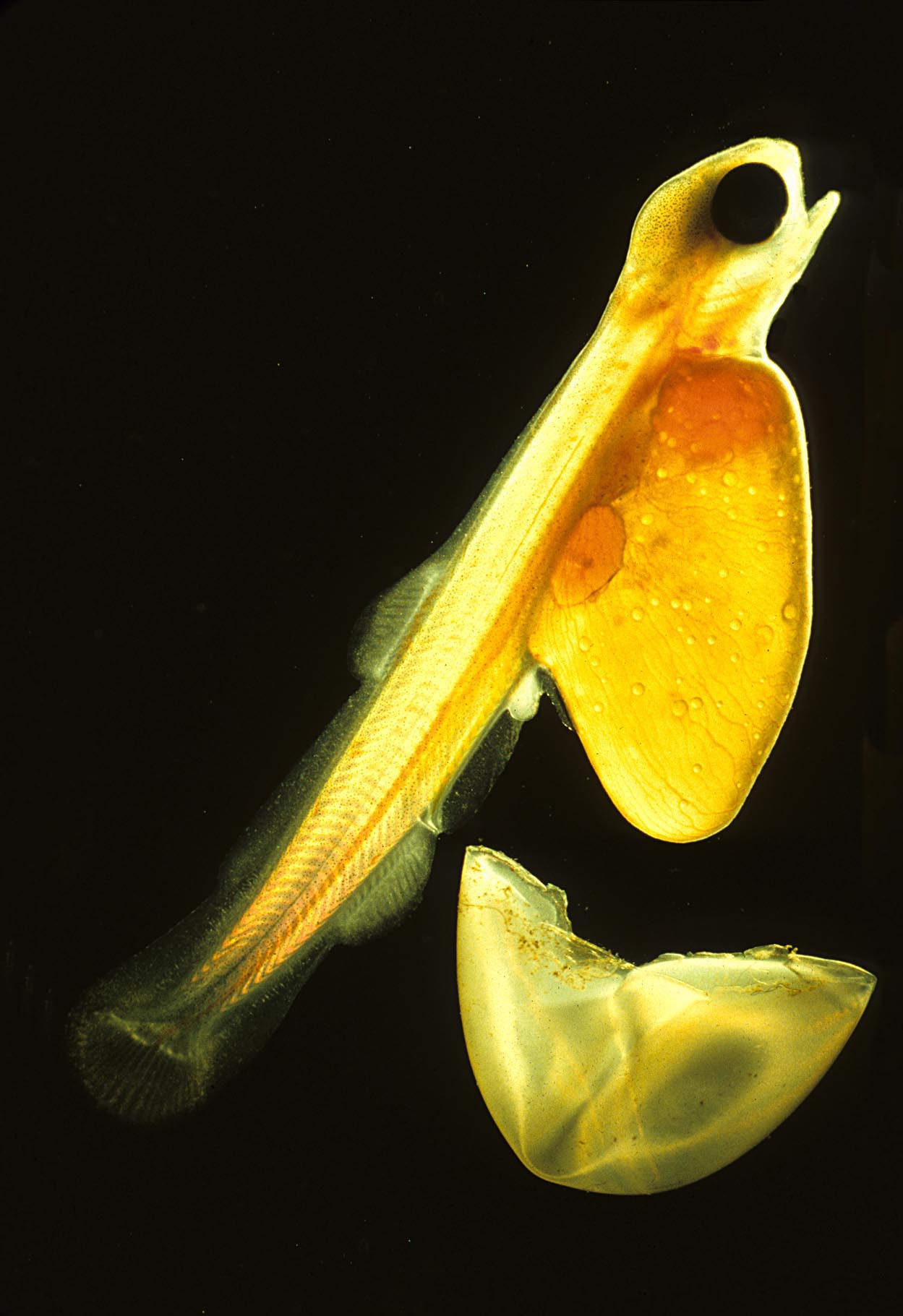
Alevín de salmón recién nacida.

Este pez grande y poderoso, que puede alcanzar los 150 cm de longitud máxima, tiene de 3 a 4 espinas en la aleta dorsal y otras 3 a 4 en la aleta anal, además de numerosos radios blandos. Presenta cuerpo fusiforme, con escamas pequeñas. Los adultos, cuando viven en el mar, tienen el dorso de color verde azulado con un recubrimiento plateado y unos pocos puntos pero, durante el periodo reproductor, en agua dulce, pierden la cubierta de camuflaje plateada y se vuelven de color marrón rojizo a verdoso, con un moteado rojo a naranja, muy patente en los machos. Por el contrario, los alevines que descienden de los ríos (al mar) tienen poco menos de una docena de puntos de color violeta azulado en los laterales, con pequeños puntos rojos entre ellos.

## Hábitat y biología

### Distribución
Se le puede encontrar de forma natural en muchos de los países que baña el norte del océano Atlántico y todas las costas europeas, además de que ha sido introducido por el ser humano en la República Checa, Suiza, Argentina, Australia, Chile y Nueva Zelanda.

### Migración para la reproducción
Son peces de aguas frías y anádromos, que viven en el mar cerca de la costa y remontan los ríos cuando llega la hora de la reproducción, para desovar en la cabecera del río. La mayor parte de sus vidas la pasan en agua dulce cuando son pequeños: hasta seis años pueden pasar en el río, para después descender al mar, donde permanecen menos de cuatro años hasta la edad de reproducirse.
Se ha comprobado que los adultos reproductores regresan al mismo río en el que nacieron y pasaron sus primeros años de vida, donde se reproducen, y vuelven a descender por el río hasta el mar. Un porcentaje de entre 3 % y 10 % sobrevive al desove para volver a reproducirse una segunda vez, en su mayoría hembras. Su gran olfato les permite encontrar el camino hasta el río donde nacieron, y se abren paso contra la corriente. La hembra deposita los huevos en el lecho del río, en fondos de grava, poco profundos, en aguas movidas y con oxígeno.

### Alimentación
Los alevines, en el río, se alimentan fundamentalmente de insectos acuáticos, moluscos y crustáceos, siendo esta una fase de crecimiento lento. Los adultos, en el mar, se alimentan de calamares, gambas y peces, siendo los ejemplares de gran tamaño depredadores de grandes peces marinos, que les proporcionan un crecimiento muy rápido durante su fase marina; los adultos que remontan los ríos para reproducirse no se alimentan durante su migración.

### Depredadores
Estos peces suelen tener como sus archi depredadores los osos pardos, los lobos, los zorros, las águilas, las gaviotas, las nutrias marinas, las focas, las orcas y los tiburones de Groenlandia.

## Importancia para el humano
El salmón común es muy apreciado por su valor nutricional y alcanza un alto valor en el mercado. A veces se captura con redes pero, sobre todo, se cría en piscifactorías cerca de la costa, donde se han obtenido ejemplares de 1,5 m de largo.
Una de las enfermedades más importantes que los afecta es la llamada anemia infecciosa del salmón.